# Dipsastraea matthaii
Dipsastraea matthaii is een rifkoralensoort uit de familie Merulinidae. De wetenschappelijke naam van de soort is voor het eerst geldig gepubliceerd in 1918 door Thomas Wayland Vaughan.